# سوبريور (كولورادو)
سوبريور (بالإنجليزية: Superior, Colorado)‏ هي بلدة تقع في مقاطعة بولدر, مقاطعة جيفيرسون بولاية كولورادو في الولايات المتحدة. تأسست عام 1896، تبلغ مساحتها 10.2 (كم²)، وترتفع عن سطح البحر 1675 م، بلغ عدد سكانها 12483 نسمة في عام 2010 حسب إحصاء مكتب تعداد الولايات المتحدة وتصل الكثافة السكانية فيها 1223.8 نسمة/كم2.

## أعلام
- باتريك كين
- ليني ميتز

## وصلات خارجية
- Town of Superior
- The US50 - Cities and Towns in Colorado State
- Colorado Cities and Towns, Facts, Map, Flag, Colleges, Government, and More